# Anarquismo socialista

Bandera rojinegra libertaria que representa la unión del socialismo (rojo) con el anarquismo (negro).

El anarquismo socialista, anarcosocialismo, anarquismo de izquierda, anarquismo comunitario, anarquismo social o socialismo anarquista (a veces utilizado de forma intercambiable con socialismo libertario o libertarismo de izquierda en su terminología) son términos utilizados para referirse a formas de anarquismo que defienden alguna variante de socialismo sin Estado. Son formas de anarquismo que se identifican como parte de la izquierda política.

## Uso en contraste con el anarquismo de propiedad privada
Su significado más importante existe en contraste con el anarquismo de propiedad privada. Es un término utilizado a menudo por varios teóricos políticos para diferenciar dos grandes categorías dentro del anarquismo, siendo este el colectivista, y siendo el otro el anarquismo individualista. A diferencia del anarquismo individualista, que propugna la importancia de la propiedad privada, el anarquismo socialista rechaza la propiedad privada, que considera una fuente de desigualdad social, y postula una sociedad futura en que la propiedad privada no existe y se sustituye por la reciprocidad y una sociedad igualitarista. El anarquismo socialista incluye (pero no está limitado) al anarcocolectivismo, anarcocomunismo, anarcosindicalismo, la ecología social (municipalismo libertario) y la economía participativa.
Estas formas de anarquismo señalan que la libertad debe conjugarse con la igualdad económica, aunque bajo distintos enfoques de acuerdo a la corriente. El anarquismo de izquierda se distingue claramente del anarquismo capitalista o del «anarquismo de derecha», que más bien es indiferente hacia la desigualdad o incluso la reivindica. Esta división conceptual de dos tradiciones de anarquismo (anarquismo de izquierda y anarcoindividualismo/anarcocapitalismo) separadas claramente por su filosofía y economía de la propiedad privada y el mercado, independientemente del peso histórico de cada una en el pasado, es considerada la más importante clasificación de las ideas anarquistas según el académico de la Universidad George Mason, Bryan Caplan.
Ulrike Heider, quien afirma ser sindicalista, en Anarchism: Left, Right and Green clasifica al anarquismo en anarquismo de izquierda, anarquismo de derecha (o anarcocapitalismo), y anarquismo verde.

## Otros usos y términos cercanos
Por otro lado, se ha usado el término «anarquismo social» en contraste con el «anarquismo contracultural», específicamente para referirse a las corrientes anarquistas que pretenden injertarse «en la realidad social, material y política a través de los movimientos populares» para encauzar a la población hacia una orientación más autónoma de sus luchas. En los Estados Unidos, el término «anarquismo social» es utilizado por el círculo que participa en la publicación de la revista Social Anarchism y ha sido promovido por el ya fallecido Murray Bookchin antes de renunciar al anarquismo. Bookchin identificó al anarquismo social con la «izquierda», por la que se refiere desde su perspectiva a la «gran tradición de la solidaridad humana y la creencia en el potencial para la humanidad», y el internacionalismo y confederalismo, el espíritu democrático, el antimilitarismo, y el secularismo racional.
Por otra parte, según Ricardo Mella, cuando estaba consolidando la teoría del anarquismo sin adjetivos, usó un término análogo pero no para distinguir entre anarquismos como en los casos ya explicados, sino para distinguir entre socialismos particularmente en contraste con el socialismo estatal, pues decía que «con la denominación de “socialismo anarquista” existe un grupo bastante numeroso que rechaza todo exclusivismo doctrinal y acepta un programa bastante amplio para que en principio queden anuladas todas las divergencias» y, además, pensaba que bajo ella «podemos y debemos agruparnos todos» para diferenciarse en conjunto de los socialistas de Estado.
También encontramos casos límite por su ambigüedad conceptual. No se suele incluir dentro de la categoría de «anarquismo socialista» a algunas formas antiguas de anarcoindividualismo que se identificaron con el término «socialismo» a finales del siglo XIX, puesto que usaban una descripción inusual de ese término asociándolo a libre empresa. El anarquismo socialista también podría diferir de algunos tipos de socialismo libertario como el que apoyó Robert Anton Wilson después de abandonar el anarquismo, como también de algunas formas de marxismo libertario.